# Ирининская улица (Киев)
Ири́нинская у́лица (укр. Іри́нинська ву́лиця) — улица в Шевченковском районе города Киева, местность Старый город. Пролегает от Владимирской улицы до улицы Паторжинского.

## История
Ирининская улица возникла в 1840-е годы. Название получила в честь Ирининского монастыря, через бывшую территорию которого она проходит. Монастырь был возведён в XI веке при Ярославе Мудром и разрушен во время нашествия хана Батыя; в 1832 году остатки монастыря были раскопаны. 
С 1938 года получила название улица Жана Жореса, в честь французского социалиста Жана Жореса (1859—1914). Историческое название было восстановлено в 1944 году.

## Памятники архитектуры
Памятником архитектуры является комплекс зданий Ремесленной управы (дом № 4), возведённый в 1901—1902 годах архитектором Н. Казанским. Комплекс состоит с главного здания управы, возведённого в новорусском стиле, и прилегающего к нему комплексу мастерских, возведённых в кирпичном стиле, в которых проводились экзамены претендентов на звание ремесленника. Однако в 1902 году Ремесленную управу ликвидировали, а дома перешли в собственность Киевского общества помощи лицам, которые занимаются ремесленным трудом. В советское время здесь располагалась трудовая школа № 67, позднее — кулинарный техникум. В 1970-х годах здание приспособили для нужд КГБ УССР (далее — СБУ).

## Выдающиеся личности, связанные с улицей
- В здании № 5 (не сохранилось) в начале XX столетия проживал академик АН УССР О. В. Корчак-Чепурковский, в 1910-х годах бывал артист балета Серж Лифарь.

- В здании № 10 (не сохранилось), которое принадлежало учителю латыни И. Д. Юскевичу-Красковскому, в 1859 году, во время последнего визита в Киев, останавливался поэт Т. Г. Шевченко.

## Изображения
- Ирининский столб. 1858 год